# Ilhas da Baía
Ilhas da Baía (em castelhano: Islas de la Bahía) é um departamento de Honduras. Compreende as ilhas localizadas no Golfo de Honduras e as Ilhas Santanilla, mais distantes. As maiores ilhas do golfo de Honduras são Roatán, Guanaja, Útila e Barbareta.
A ilhas são compostas dos distritos de Guanaja, Útila, Roatán e José Santos Guardiola.

## História

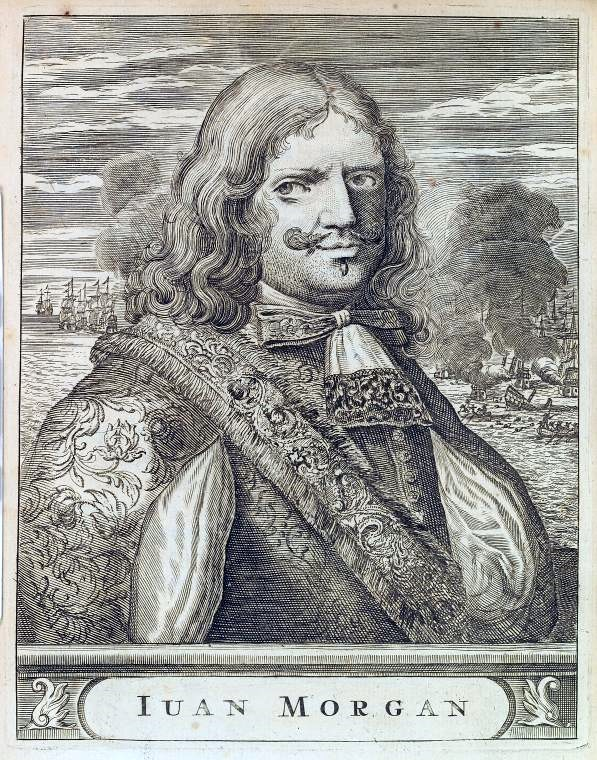
O célebre pirata Henry Morgan

### Invasões sucessivas
As Ilhas da Baía foram descobertas em 1502 por Cristóvão Colombo em sua quarta viagem e com a conquista os espanhóis transformaram todos os nativos americanos em escravos.
Ao longo de sua história, as ilhas, mas especialmente Guanaja, foram usadas por piratas ingleses, franceses e holandeses como base de operações. Além dos célebres Henry Morgan e Coxen, também esteve nas ilhas John Morris, entre outros corsários. Dessa época ficou o nome da capital do departamento, Coxen Hole, e o crioulo de base inglesa falado pelos garifunas.
Inglaterra, Espanha e as Províncias Unidas dos Países Baixos fizeram sucessivas ocupações na ilhas até que a Grã-Bretanha reiterou seu domínio em 1643. Em 1780 a Espanha ocupou novamente as ilhas novamente por um mês, embora elas já fossem uma colônia britânica e fizessem parte da Jamaica, que era a sede colonial inglesa no Caribe. Em 1860, os britânicos se retiraram e reconheceram a soberania de Honduras, que foi oficialmente adquirida em 14 de marco de 1872.

### Desastres naturais
Em 1998, toda região caribenha de Honduras foi atingida pelo furacão Mitch, que causou enorme devastação. Duzentas mil pessoas foram afetadas pelas enchentes, vinte mil das quais tiveram que deixar suas casas para viver temporariamente em tendas. Tal fenômeno climático é sazonal e acontece em intervalos imprevisíveis, fragilizando muitas nações da região.